# ステーションN
ステーションN（ステーションエヌ、英: Station N  ）は、大阪府池田市菅原町3にあり、商業施設、住宅施設および駐車場などからなる複合施設である。ステーションNビル（英: Station N Building）とも呼ばれる。正式名称は、「池田駅前北地区再開発ビル」である。「N」は、英語で「北」を意味する north の頭文字である。

## 概要
地上11階、地下1階のビルであり、鉄骨鉄筋コンクリート構造である。地上3階までは、商業施設や事務所、公共施設や駐車場などの用途に供され、4階から上は、住宅の用途に供されている。敷地面積は3,065平方メートルであり、建築面積は2,167平方メートルである。延床面積は14,206平方メートルであり、商業施設面積は4,200平方メートルである。高さは38メートルであり、駐車台数は31台である。

## 由来
1977年（昭和52年）、阪急電鉄宝塚本線池田駅周辺を高架化する事業計画が決定されると、それに続くように、駅の北側地区の再開発事業が始められることになり、主に駅前の土地の整備などの公共性の高い事業であったことから、池田市が施行者となって実施されることになった。一方、地元の市民らによって、池田駅前北地区再開発協議会が結成された。
1979年（昭和54年）、建設大臣の許可が下りる。1983年（昭和58年）7月、再開発ビルの建設工事が開始される。1985年（昭和60年）3月、再開発ビルの建設工事が完成される。再開発ビルは「ステーションN」と名付けられ、同年6月3日にオープンした。2019年（令和元年）10月19日、レンタル自習室、自習室いけだが3階に開設される。

## フロア構成
11 - 4階
- 住宅[2]

3階
- 池田駅前北会館[15]
- 消費生活センター[7][5]
- 自習室いけだ[14]
- 個別指導　京進スクールワン
- 個別指導学院　フリーステップ　池田駅前教室[16]
- 京大個別会　そろばん塾ピコ[17]

2階
- 池田駅前保育ステーション カルガモ[4]
- 木村内科クリニック[18]
- 医療法人松崎産婦人科クリニック[19]
- ビューティーリオン 池田駅前店[19]
- 大阪リモデリング - 3階よりかつてファミリーマート池田ステーションN店が入っていた2階201号に移転。[20][21]。
- ハーモニーデンタルクリニック[22]
- 喫茶　コーヒー＆グッズ　ＰＳ[23]

1階
- UR賃貸ショップ 池田駅前[24][25]
- ダイビングスクール イオ[26][27]
- メガネの紫光[28]
- みずほ証券 池田支店[29]
- ハワイアンショップ　ナニプア[30]
- クリーニング　ラ・セーラ[31]
- 福井不動産[32]
- Boutique CASABLANCA[33]
- リサイクルマーケット　古着のビリーズ[34]
- 池田駅前整骨院[22]
- ヘッズアップセミナー池田校[35]
- Beans-Café[22]
- にいみ酒店[36]
- 酒処 備前屋[37]
- Gallery 糸[38]
- アルボ池田店[39]
- 住まいのアドバイザー　三矢商事[40]
- アローウィッグ池田本店[41]
- FABRICS　きど[22]
- 大学薬局[22]
- オアシス整骨鍼灸院[42]
- 京進ユニバーサルキャンパス　池田校[22]

地下1階
- 池田市友愛クラブ連合会[43]
- 駐車場[10]
- しょうがく社　池田教室[22]
- レンタルスタジオ　スタジオmana[44]
- 池田市再開発ビル株式会社[45]
- 池田市ボランティアセンター（分室)[46]
- 池田みどりスポーツ財団「池田市営住宅管理センター」

## 交通アクセス・周辺
池田駅の2階コンコースとステーションNは、歩道橋で直接つながっている。池田駅前公園とステーションNも、歩道橋で直接つながっている。北東へ190メートルほどのところに、池田警察署がある。西へ200メートルほどのところに、サンシティ池田がある。南へ270メートルほどのところに、安藤百福発明記念館 大阪池田がある。北へ650メートルほどのところに、逸翁美術館がある。北西へ850メートルほどのところに、呉服橋がある。